# Ябланово
Ябла̀ново е село в Северна България, община Котел, област Сливен. То е най-голямото село в историко-географската област Герлово.

## География
Село Ябланово се намира на около 39 km север-североизточно от областния център град Сливен, около 14 km североизточно от общинския център град Котел и около 18 km югоизточно от град Омуртаг. Разположено е в североизточното подножие на Котленска планина, на около 2 km от течащата северозападно от селото река Голяма Камчия. Климатът е умереноконтинентален, почвите в землището са преобладаващо лесивирани и планосоли. Надморската височина в центъра на селото при сградата на кметството е около 380 m, на югоизток нараства до около 430 m, а на северозапад намалява до около 300 – 320 m.
През Ябланово минава третокласният републикански път III-706, който води на запад през селата Малко село и Филаретово към връзка с второкласния републикански път II-48, а на североизток – през село Звездица към връзка с първокласния републикански път I-7.
Землището на село Ябланово граничи със землищата на: село Звездица на север; село Крайгорци на изток; село Медвен на юг; град Котел на югозапад; село Малко село на югозапад; село Топузево на запад (граничен участък около 420 m); село Соколарци на северозапад.
В землището на Ябланово, североизточно от селото, има микроязовир (поземлен имот с кадастрален идентификатор 87031.50.810; по данни към 10.02.2023 г.).
Населението на село Ябланово, наброявало 1803 души при преброяването към 1934 г. и 3835 към 1985 г., намалява до 3047 към 1992 г. и 2881 (по текущата демографска статистика за населението) към 2021 г.
При преброяването на населението към 1 февруари 2011 г., от обща численост 3030 лица, за 34 лица е посочена принадлежност към „българска“ етническа група, за 3688 – към „турска“, за 9 – „не се самоопределят“ и за 296 – „не отговорили“, а за принадлежност към „ромска“ и към „други“ не са посочени данни.

## История
Селото се споменава за първи път в документ от 1573 г. и до 1934 г. се нарича Алвàнлар.
Основната част от жителите му са мюсюлмани. В началото на 20 век в селото се преселват българи от Кюстендилско, но по-късно повечето от тях се преместват в Котел.
През 1933 г. в Ябланово се открива частно турско училище, а след няколко години и българско начално училище. През 1935 г. се изгражда училищна сграда на един етаж. След 9 септември 1944 г. училището става държавно, от 1946 г. се открива прогимназиален курс и училището става основно, като има за патрон турския писател Сабахатин Али. През 1954 г. се изгражда нова училищна сграда. Училището се закрива през 1960 г., като в замяна се открива основно училище с VIII клас, което носи името на Никола Вапцаров.

## Обществени институции
Село Ябланово към 2023 г. е център на кметство Ябланово.
В село Ябланово към 2023 г. има:
- действащо читалище „Възраждане – 1954“;[14][15]
- действащо общинско основно училище „Никола Йонков Вапцаров“;[16]
- детска градина „Слънчо“;[17]
- джамия;[18]
- пощенска станция.[19]

## Традиционна архитектура
Традиционните дървени къщи в Ябланово притежават специфични белези, заради които някои автори отделят самостоятелна Ябланова типологична група в дървените народни къщи. Изградени са по характерния за Източна Стара планина начин върху каменни основи са издигнати талпени стени на спонцова конструкция.

## Традиционна носия
Специфична яблановска народна носия е типична за българските алиани – затворена общност със своя специфика на религиозните възгледи, бита и обредността. Поради това и облеклото на казълбашките жени, като елемент на материалната култура, се различава от облеклото на мюсюлманките.
До края на 19 век женската казълбашка носия е била ежедневна, а след това се носи само по празници. Впечатлява със своеобразие, завършеност и изключителна прецизност на изпълнението.
Ризата е бяла, от домашно тъкано кенарено платно (Кенарът е памучен плат, тъкан на хоризонтален стан). Кройката ѝ е туникообразна, доста дълга е, но не закрива гащите дон. Яката ѝ е с дълбок отвор. Ръкавите са украсени с разноцветни стилизирани растителни мотиви. Обримчени са с червен и зелен конец. Същият мотив, но обогатен с повече детайли, е извезан като ивица и в долната част, успоредно на съединителните шевове отпред.
Гащите дон, изработени от грубо домашно тъкано платно, са изключително богато орнаментирани по крачолите. Украсата – стилизирани флорални елементи, е с вълнени конци.
Елекът е копринен, син, с тигелирана украса, предимно в червено. Фигурите отново са растителни. На предниците са пришити вълнообразни ширити – бял, зелен, червен.
Характерен елемент е футата – престилка от домашен вълнен черен плат. Функцията ѝ е не само декоративна – тя е основна съставна част от конструкцията на тази носия. Вълненият плат е набран и отгоре се стяга с върви. Вървите се плетат от 8 нишки – основно червени и зелени, и завършват с по два помпона в различни цветове. Везбената украса в двата края е богата, орнаментите са предимно растителни и геометрични. Всъщност, символите, използвани във везбата на ризата, присъстват по-ярко и в декорацията на футата. Завършва с ресни, изнищени от плата.
Коланчето е тясно, тъкано на кори. Коланът, тъкан на кори, поначало е присъщ за носиите в Котленско. Преобладава отново червеният цвят. Забрадката е синя, памучна, с щампирани червени рози. Терлиците от черен шаяк също са украсени с множество орнаменти. Чорапите са бели, памучни, ажурена плетка.
При алианите жените не крият лицата си. С носията са свързани и накитите. Младите момичета носят червени коралови герданчета. Носят се също ръчно изплетени змиевидни гердани от мъниста, гердани от лъскави стъклени топчета, а най-предпочитани са кехлибарените гердани. Пръстените обикновено са с червен камък, за да пази от зло и да носи късмет.

## Забележителности
В землището на село Ябланово се намират:
- част от природната забележителност „Злостен“ – защитена територия с обща площ 358 ha, разположена в землищата на град Котел и селата Медвен и Ябланово;[21][22]
- природната забележителност „Баджалъ кая“ (Баджаю кая), характерно скално образувание – защитена територия с площ 1,0 ha;[23][24]
- Тос кале – около 4 km южно от селото, на десния бряг на потока Беш пънар, при северозападното подножие на хребета Али баба – паметник от местно значение.[25]

## Други
Традиционен събор „Герлово пее и танцува“ и обичаят „Хъдърлез“, който се провежда на 6 май. Хората се обличат с уникалните, характерни само за Ябланово носии и от ранни зори се насочват към местността Сювен Бурну (най-високата точка в землището на селото). Целият ден се пеят песни, играят се хорà.